# Serjania meridionalis
Serjania meridionalis är en kinesträdsväxtart som beskrevs av Jacques Cambessèdes. Serjania meridionalis ingår i släktet Serjania och familjen kinesträdsväxter. Inga underarter finns listade i Catalogue of Life.